# عبدالکبیر ابقار
عبدالکبیر ابقار (عربی: عبد الكبير أبقار؛ زادهٔ ۱۰ مارس ۱۹۹۹) بازیکن فوتبال اهل مراکش است.
از باشگاه‌هایی که در آن بازی کرده است می‌توان به باشگاه فوتبال مالاگا اشاره کرد.
وی همچنین در تیم ملی فوتبال مراکش بازی کرده است.